# Hoplophrys oatesi
Espèce
Synonymes
- Hoplophrys oatesii Henderson, 1893[2][3]

Hoplophrys oatesi, communément nommé Crabe-araignée des coraux mous ou Crabe des alcyonaires, est un petit crustacé appartenant à la famille des Epialtidae et natif du bassin Indo-Pacifique.

## Description
La carapace de l'holotype d'Hoplophrys oatesi, un mâle découvert dans le golfe de Martaban, mesurait 9,3 mm de long sur 7,3 mm de large. Le chélipède mesurait 10 mm, les premières pattes 12 mm et les secondes 11 mm.

## Étymologie
Son nom spécifique, oatesi, lui a été donné en l'honneur d'Eugene William Oates qui a découvert le spécimen analysé et que l'auteur voulait ainsi remercier pour son aide dans la rédaction de la publication. 

## Publication originale
- Henderson, 1893 : A contribution to Indian Carcinology. Transactions of the Linnean Society of London, sér. 2, vol. 5, n. 10, pp. 325–458 (texte intégral) (en).